# Richard La Nicca

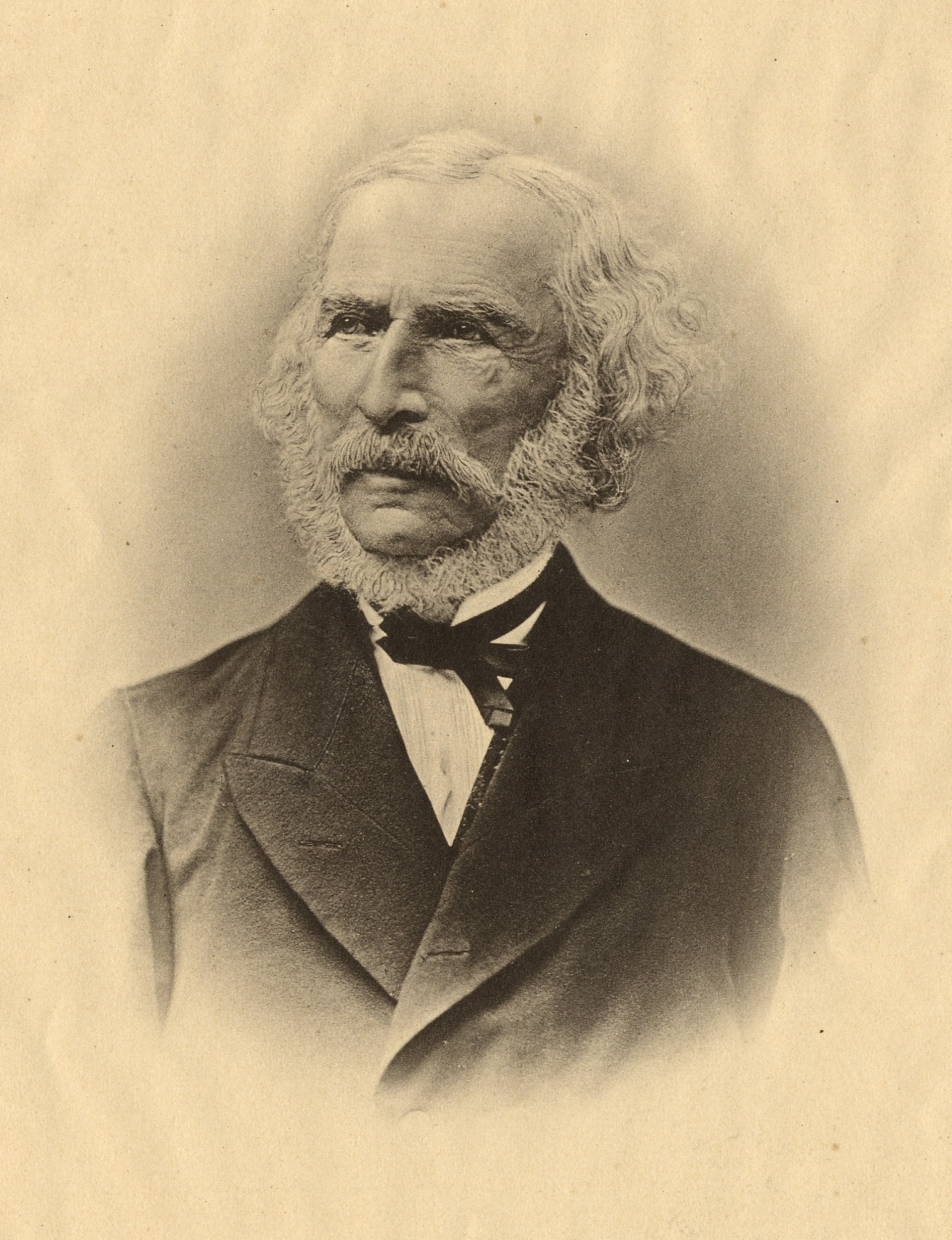
Richard La Nicca (etwa 1865)

Richard La-Nicca (* 16. August 1794 in Safien; † 27. August 1883 in Chur) war ein Schweizer Ingenieur, verantwortlich für die Planung der ersten Juragewässerkorrektion und für zahlreiche andere Bauten.

## Lebenslauf
Richard La Nicca war der Sohn des Pfarrers Christian La Nicca, der einst wegen der Verfolgung des mährischen Geschlechts ausgewandert war. Er wurde in Safien geboren, wo sein Vater in der Talschaft und in den umliegenden Dörfern Surcuolm und Tenna als Seelsorger arbeitete. 1804 zog er wegen des Wechsels der Tätigkeit des Vaters nach Felsberg in der Nähe von Chur. Ab 1809 besuchte er dort die neu gegründete Bündner Kantonsschule.

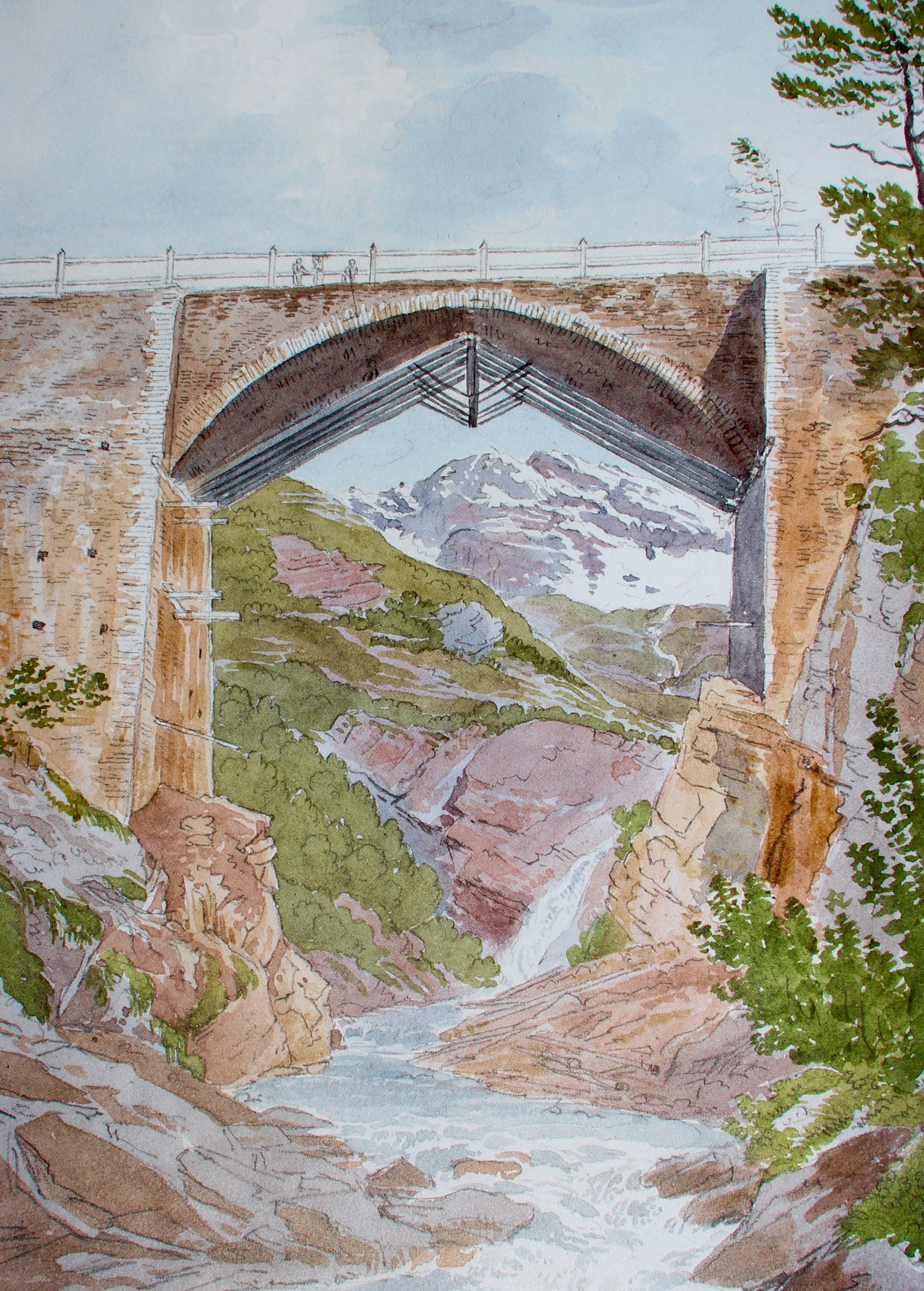
Die Brücke Vittorio Emanuele, die von La Nicca nach wenigen Jahren instandgestellt werden musste

1814 schloss er sich einer militärischen Unternehmung an, die das 1797 verlorene Untertanengebiet Chiavenna wieder für Graubünden zurückgewinnen wollte. In den folgenden Jahren war er Leutnant im Schweizerregiment von Victor Emanuel I., dem König von Sardinien.
Nach der Auflösung des Regiments ging La Nicca nach Tübingen und studierte dort von 1816 bis 1818 technische Wissenschaften. In dieser Zeit nahm der Mathematiker Johann Gottlieb Friedrich von Bohnenberger sich La Niccas an und unterstützte ihn eifrig. Danach zog es La Nicca nach Mailand, wo er als Kommis arbeitete.
1818 bekam er eine Anstellung als Gehilfe von Giulio Pocobelli bei dem Bau der Alpenstrasse über den San-Bernardino-Pass, wo er nach vier Jahren Betrieb die Konstruktion der bedeutenden Brücke Vittorio Emanuele verbessern musste. Am 20. August 1820 heiratete er seine erste Frau Ursula Fischer.
Nach dem Tod seiner Frau 1822 studierte er ein Jahr in München. Nach Beendigung des Studiums wurde er 1823 der erste Oberingenieur Graubündens. In diesem Amt betreute er viele Bauprojekte im Kanton wie den Bau der Strassen über den Julier, den Maloja und den Bernina oder den Wiederaufbau der zerstörten Siedlungen Felsberg (ab 1843) und Thusis (ab 1845). 1826 arbeitete er das Projekt für eine Nolla- und Rheinkorrektion im Domleschg aus, das ab 1832 ausgeführt wurde. Auch die Verbauungen des Rheins ab Reichenau erfolgten nach den Ideen La Niccas. Ab 1831 war er zudem mit dem Ausbau der Festung St. Luzisteig beauftragt worden.

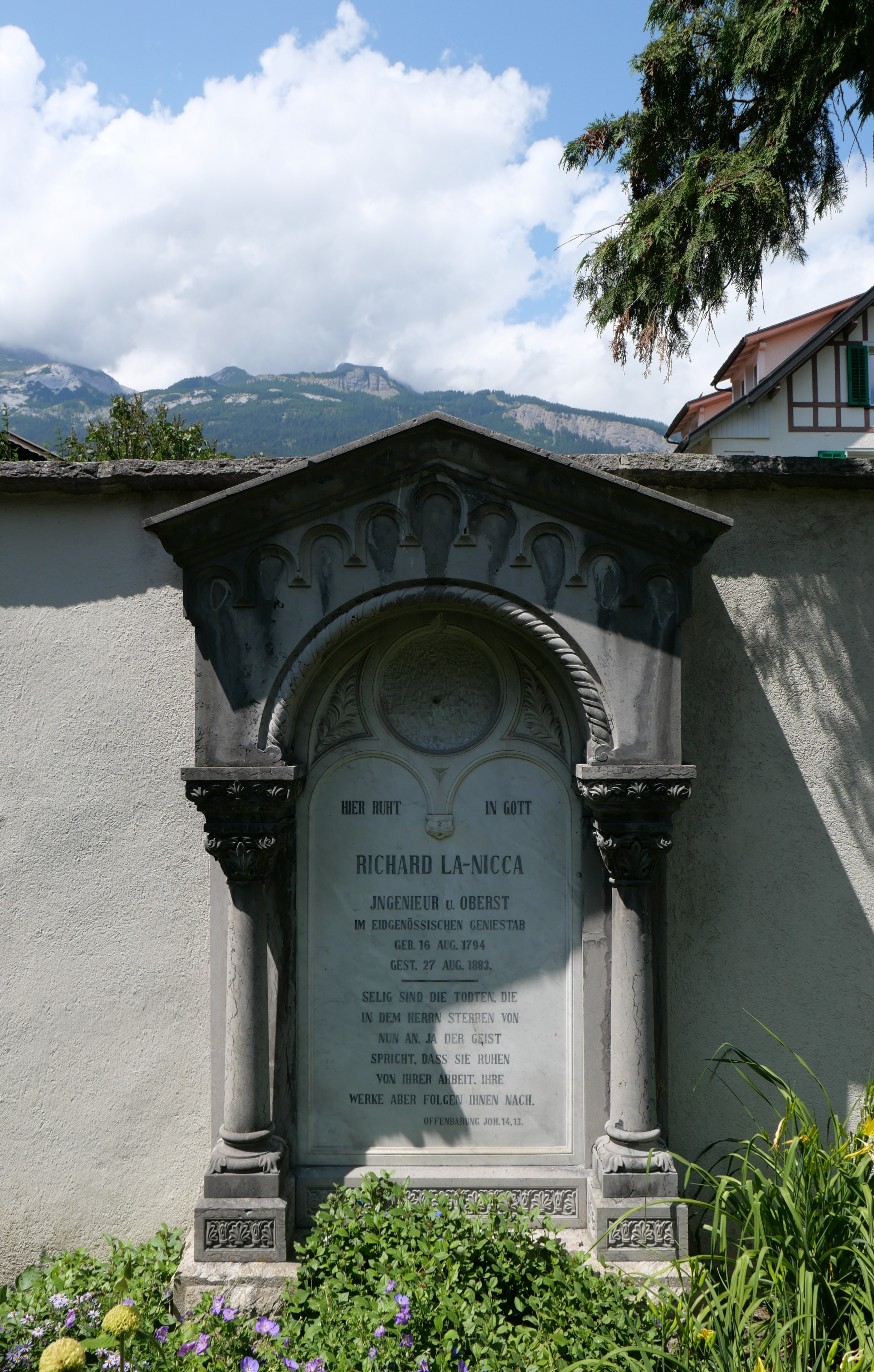
La-Niccas Grab auf dem Friedhof Daleu in Chur

Als Mitgründer half er 1837 den Schweizerischen Ingenieur- und Architekturverein aufzubauen. Um die gleiche Zeit herum begann er Pläne für eine Bahnlinie über den Splügenpass zu entwerfen. 1840 übernahm er das Projekt der Juragewässerkorrektion, das die Entsumpfung einer grossen Moorlandschaft an der Grenze der Kantone Bern und Freiburg vorsah. Im selben Jahr wurde er in die Linth-Kommission berufen, in der er bis 1863 tätig war. Ab 1845 konzentrierte sich La Nicca auf ein weiteres Bahnprojekt, das über den niedrigen Lukmanierpass führen und im Königreich Sardinien-Piemont enden sollte. Er begann erste Verhandlungen mit den Kantonen St. Gallen, Graubünden und Tessin. 1853 fiel der Entscheid des Grossen Rates von Graubünden gegen ihn aus, während Sardinien-Piemont und das Tessin für das Projekt votierten. Kurz darauf legte er seine Stelle als Oberingenieur des Kantons Graubünden nieder und trat als Direktor in die Bauleitung der Eisenbahn ein, die später in eine Union Suisse eingegliedert wurde. Trotz erfolgversprechenden Reisen und Anstrengungen war sein Projekt nicht von Erfolg gekrönt, da anstatt der Lukmanierbahn die Gotthardbahn verwirklicht wurde. Seine zweite ihm 1826 angetraute Frau verlor er im Jahr 1854.
In den vorangegangenen Jahrzehnten arbeitete La Nicca an anderen Projekten, wie einer Korrektion der Aare im Tal Hasle im Berner Oberland und der Tieferlegung des Hallwilersees im Kanton Aargau. 1878 erlebte er noch die Einleitung der Aare in den Bielersee, das Hauptwerk der Juragewässerkorrektion.
Richard La Nicca verstarb 1883 in Chur, kurz nach Beginn des neunzigsten Lebensjahres.

## Werke

### Rheinkorrektion
Die Rheinkorrektion im Domleschg zählt zu den grössten Leistungen von La Nicca. Es war sein erstes integrales Werk. Das Domleschg war aufgrund der zunehmenden Überschwemmungen des Talbodens durch den Wildbach «Nolla» stark gefährdet. Grund für diese zunehmenden Überschwemmungen war die verantwortungslose Übernutzung von Wald und Landschaft. Im Jahre 1828 präsentierte Richard La Nicca ein umfassendes Projekt, um das Domleschg zu retten. Das Projekt wurde zuerst von Fachleuten und Politikern als undurchführbar und lächerlich angesehen. Ziele des Projekts waren: der Schutz der Siedlungen mit den Menschen, die Wiedergewinnung des Kulturlandes und die Verhinderung von weiteren Schäden durch die Nolla, andere Seitenbäche sowie durch den Rhein selbst.
Der Plan von La Nicca war es, das Einzugsgebiet der Nolla durch Verbauung zur Ruhe zu bringen. Weiter sollte der Hauptvorfluter Rhein in einem optimalen Gerinne abfliessen, und es war ein Parallelkanal geplant, der das stark schwebstoffhaltige Nollawasser zum Rhein leiten sollte, damit es zur Kolmation verwendet werden konnte.
Das Projekt sollte durch die Gründung einer Aktiengesellschaft finanziert werden. Den Aktionären wurde als Dividende kein Geld versprochen, sondern fruchtbares Kulturland. Doch diese Idee ging langfristig nicht auf, und das Projekt musste ab 1852 mit Kantonsgeldern und schliesslich 1877 sogar mit Bundesgeldern mitfinanziert werden.
Im Jahr 1894 wurde der Nollakanal gebaut. Der Kanton errichtete einen Gutsbetrieb, der über Jahrzehnte die Fläche mit diesem Kanal kolmatierte. Dieser Prozess wurde erst 2003 abgeschlossen. Auf Grund seiner Erfahrung und seiner Fähigkeiten, die er sich bei den Arbeiten in Graubünden angeeignet hatte, wurde La Niccas Ruf über die schweizerische Landesgrenze hinaus verbreitet, und er wurde ein gefragter Experte.
Im Jahr 1840 wurde La Nicca in die Linthkommission berufen. Denn nach dem Tod von Johannes Conrad Escher (* 24. August 1767; † 9. März 1823) hatte das Projekt der Linthkorrektion kaum Fortschritte gemacht. Zudem drohte die Überschwemmungsgefahr das Werk als Ganzes zu gefährden. La Nicca wurde sogleich damit beauftragt, ein neues Projekt für die Sicherung des Linthwerks auszuarbeiten. Er nahm gewisse Ergänzungen und Abänderungen des bestehenden Werkes vor. Er leitete zum Beispiel die Verlängerung des Escherkanals und eine Absenkung des Walensees durch ein neu aufgeschüttetes Fluss-Delta.

### Juragewässerkorrektion

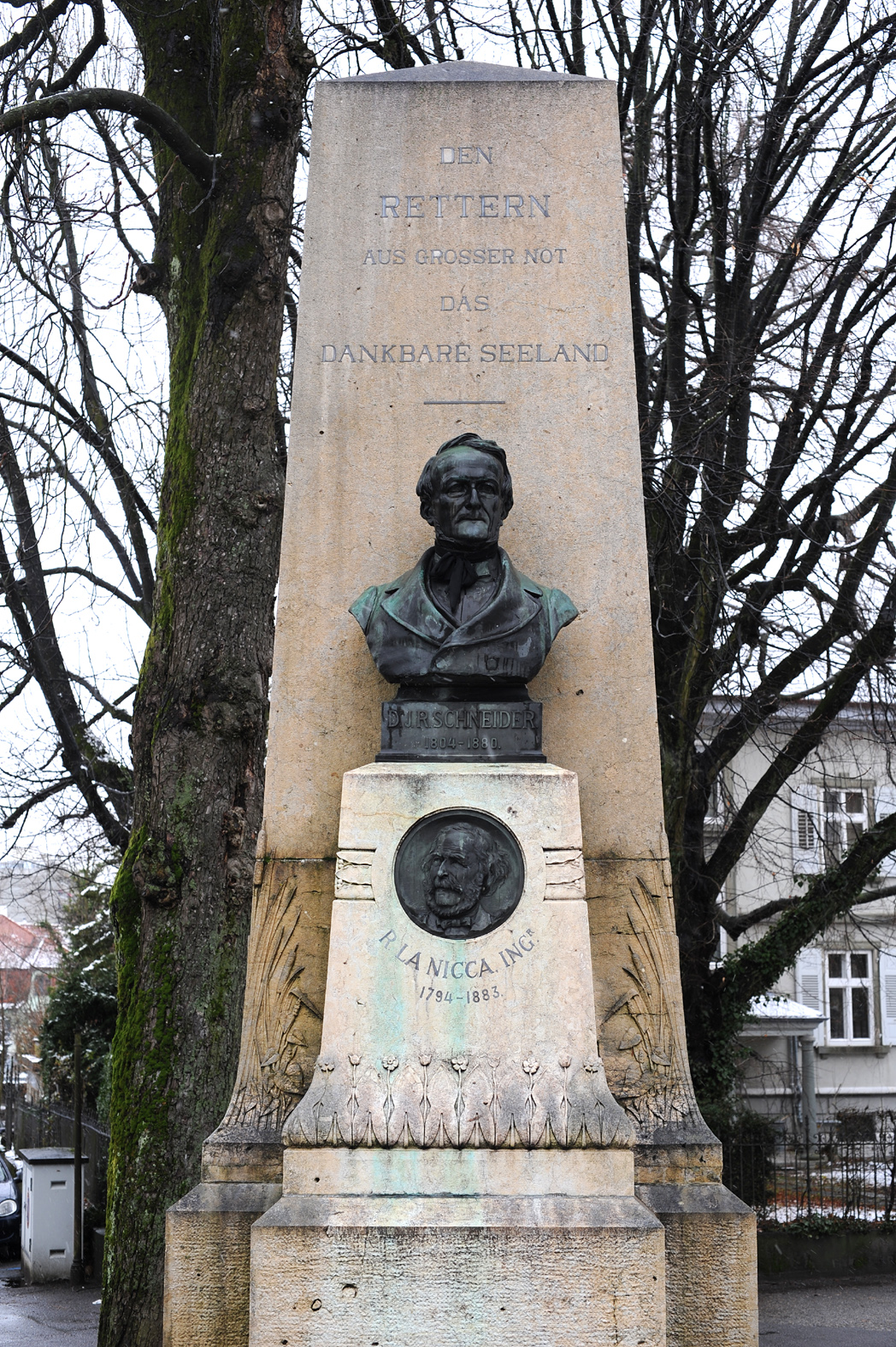
La-Nicca-Denkmal in Nidau

Die 1. Juragewässerkorrektion war La Niccas bedeutendste wasserbauliche Leistung. Mit der Korrektion beabsichtigte man, das Gebiet um Neuenburger-, Bieler- und Murtensee, aufgrund des bestehenden Risikos von Überschwemmungen, zu sanieren. Im Jahr 1840 erklärte sich La Nicca bereit, das grosse Projekt anzupacken. Er beabsichtigte folgende Lösungen für das Seeland: Er wollte die Aare direkt in den Bielersee ableiten, damit sich das Geschiebe dort ablagern konnte (Hagneck-Kanal). Weiter wollte er den Abflusskanal aus dem Bielersee erweitern, die Seespiegel der drei grossen Seen absenken, die Verbindungskanäle zwischen den drei Seen vertiefen und die Seen als Ausgleichsbecken für Hochwasser verwenden.
Bis mit der Umsetzung dieser Massnahmen begonnen werden konnte, waren viele Berechnungen und Höhenmessungen nötig. Es dauerte 27 Jahre, bis alle Auseinandersetzungen abgeschlossen waren. La Nicca erlebte die Eröffnung des «Hagneck-Kanals» erst im Alter von 84 Jahren.
1934 wurde in Nidau ein Denkmal für La Nicca enthüllt. In Biel ist eine Strasse nach ihm benannt.